# William Curtis Bryson
William Curtis Bryson (* 19. August 1945 in Houston, Texas) ist ein US-amerikanischer Jurist, der unter anderem 1989 sowie erneut 1993 kommissarischer Solicitor General of the United States war. 1994 war er zudem stellvertretender Beigeordneter Justizminister (Deputy Associate US Attorney General) und bekleidete kurzzeitig als kommissarischer Beigeordneter Justizminister (United States Associate Attorney General) den dritthöchsten Rang im US-Justizministerium. Danach wurde er 1994 Bundesrichter und war bis 2013 Richter am US-Berufungsgericht für den Bundesbezirk (US Court of Appeals for the Federal Circuit). 2011 wurde er zudem Richter am US-Gericht für die Überwachung der Auslandsgeheimdienste (US Foreign Intelligence Surveillance Court) und war von 2013 bis 2018 dessen Vorsitzender Richter.

## Leben
William Curtis Bryson begann nach dem Schulbesuch zunächst ein grundständiges Studium an der Harvard University, das er 1969 mit einem Artium Baccalaureus (AB) magna cum laude beendete. Ein darauf folgendes postgraduales Studium der Rechtswissenschaften an der Juristischen Fakultät (Law School) der University of Texas at Austin schloss er 1973 mit einem Juris Doctor (JD) ab. Im Anschluss erhielt er seine anwaltliche Zulassung bei der Anwaltskammer (Bar Association) des District of Columbia. Er war zunächst zwischen 1973 und 1974 Juristischer Mitarbeiter von Henry Friendly, einem Richter am US-Berufungsgericht für den zweiten Gerichtsbezirk (US Court of Appeals for the Second Circuit), sowie danach von 1974 bis 1975 Juristischer Mitarbeiter des Richters am Obersten Gerichtshof der Vereinigten Staaten Thurgood Marshall.
Nachdem Bryson zwischen 1974 und 1978 als Rechtsanwalt für die Anwaltskanzlei Miller, Cassidy, Larroca & Lewin tätig war, wechselte er 1978 in den Regierungsdienst ins US-Justizministerium (US Department of Justice). Zunächst war er von 1978 bis 1979 Sonderassistent des Solicitor General of the United States, Wade H. McCree, sowie im Anschluss zwischen 1979 und 1982 Leiter des Referats Berufungsverfahren der Abteilung Strafrecht, ehe er von 1982 bis 1986 Sonderberater für Organisierte Kriminalität der Abteilung Strafrecht war. Daraufhin übernahm er zwischen 1986 und 1994 den Posten als Stellvertretender US-Solicitor General (Deputy US Solicitor General) ein und war als solcher vom 20. Januar bis zum 27. Mai 1989 sowie erneut zwischen dem 20. Januar und dem 7. Juni 1993 kommissarischer Solicitor General of the United States. 1994 war er zudem stellvertretender Beigeordneter Justizminister (Deputy Associate US Attorney General) und bekleidete kurzzeitig als kommissarischer Beigeordneter Justizminister (United States Associate Attorney General) den dritthöchsten Rang im US-Justizministerium.
Am 29. September 1994 wurde William C. Bryson als Nachfolger von Howard Thomas Markey zum Bundesrichter berufen und war bis zum 7. Januar 2013 Richter am US-Berufungsgericht für den Bundesbezirk (US Court of Appeals for the Federal Circuit). Am 11. Mai 2011 löste er zudem Ralph K. Winter, Jr. als Richter am US-Gericht für die Überwachung der Auslandsgeheimdienste (US Foreign Intelligence Surveillance Court) ab und gehörte diesem Gericht bis 2018 an. Am 7. Januar 2013 wurde ihm der Titel eines Senior Judge verliehen. Als Nachfolger von Morris S. Arnold übernahm er am 10. September 2013 zudem den Posten als Vorsitzender Richter des US Foreign Intelligence Surveillance Court und bekleidete dieses Amt ebenfalls bis 2018.
William Curtis Bryson ist mit der Rechtsanwältin Julia Penny Clark, einer Expertin für Arbeitnehmerleistungen und Rentenrecht, verheiratet und Vater zweier Kinder.